# Nina Rusakova
Nina Ivanovna Rusakova (în rusă Нина Ивановна Русакова; n. 25 ianuarie 1915, Uezdul Ostrogojski⁠(d), Gubernia Voronej⁠(d), Imperiul Rus – d. 12 noiembrie 1997, Șciiolkovo, Moscova, Rusia) a fost una dintre primele femei pilot de testare și singura femeie care a primit titlul de „Pilot de testare Emerit al URSS” (Заслуженный лётчик-испытатель СССР).

## Tinerețe
Rusakova s-a născut la 25 ianuarie [S.V. 12 ianuarie] 1915 în satul Saguni din regiunea Voronej, pe atunci parte a Imperiului Rus. În 1933 a absolvit cursurile de la Aeroclubul din Voronej, iar în ianuarie 1934 a absolvit Școala tehnică de aviație din Voronej, după care a intrat imediat în armată. În același an, a absolvit Școala de Piloți a Aviației Militare din Orenburg înainte de a fi trimisă la Jîtomîr, unde a zburat pe avioane de luptă I-5, DI-6 și I-16.

## Carieră militară
În iulie 1940 Rusakova a zburat ca navigator într-un echipaj format din pilotul comandant Maria Nesterenko și copilotul Maria Mihaileva. Echipajul a încercat să bată recordul mondial de distanță pentru un zbor în linie dreaptă al unor femei, care a fost stabilit anterior de Valentina Grizodubova, Polina Osipenko și Marina Raskova în 1938. Aeronava a decolat din Habarovsk și trebuia să ajungă în orașul Mazâr din Regiunea Gomel, dar din cauza vântului puternic combinat cu o furtună și depuneri de gheață pe suprafața aeronavei, echipajul a fost nevoit să aterizeze de urgență pe un câmp de lângă satul Isakovo din districtul Sanciurski. Echipajul a zburat fără oprire timp de 22 de ore și 32 de minute, dar încercarea a fost foarte puțin adusă la cunoștința publicului și a fost uitată repede.
În 1940, Rusakova și-a început cariera de pilot de testare la Institutul de Cercetare al Forțelor Aeriene de Stat. În timpul celui de-al doilea război mondial, ea a pregătit noi piloți pe avioanele Iakovlev și Lavochkin, precum și pe notoriul de dificil și de neiertător Petliakov Pe-2, pe lângă testarea diferitelor avioane, inclusiv avioane de luptă, planoare, bombardiere și avioane de recunoaștere. A ajuns la gradul de colonel în 1955 și în 1959 a primit titlul onorific de „Pilot de testare Emerit al URSS”. De-a lungul carierei sale a efectuat zboruri de testare pe diferite avioane fabricate de sovietici, inclusiv DB-3, Li-2, Il-2, Il-10, Il-12, Il-14, La-7, MiG-3, Pe-2, SB, Tu-2, Tu-4, Yak-3 și Yak-7.

## Viață ulterioară
Rusakova s-a retras cu gradul de colonel în 1961. A locuit în așezarea Cekalovski din regiunea Moscova până la moartea sa, la 12 noiembrie 1997.